# Chepì

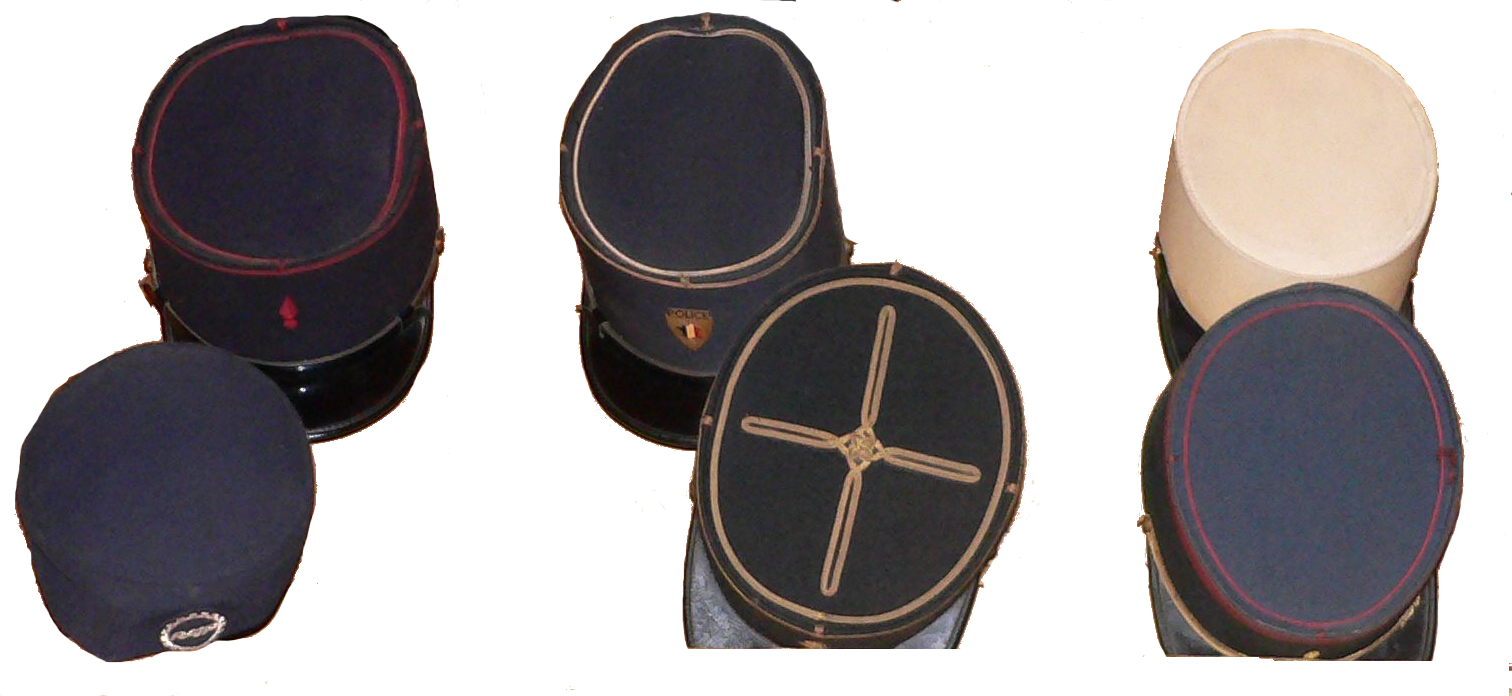
Alcuni modelli di chepì

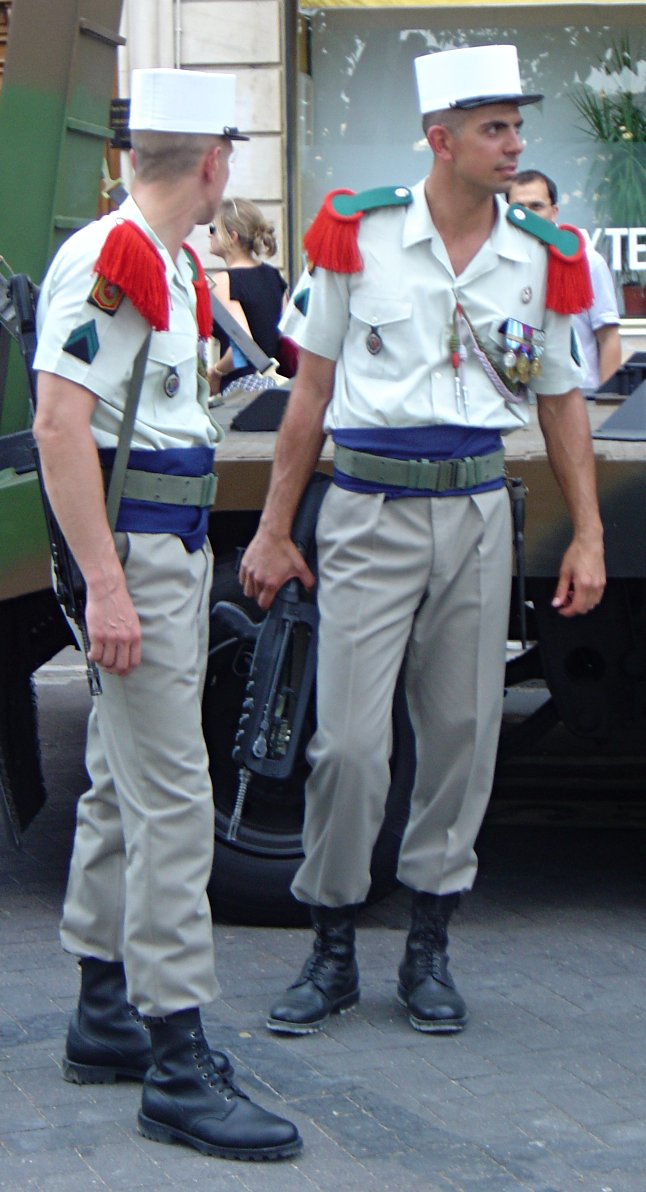
Militari della Legione straniera francese indossano il chepì

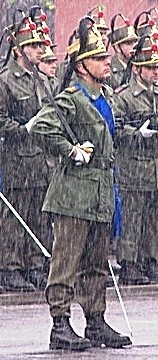
Capitano del Reggimento Artiglieria a Cavallo in uniforme ordinaria per servizi armati di rappresentanza

Il chepì, o cheppì (in francese képi) è un copricapo militare di forma cilindrica o troncoconica, con la parte più stretta in alto e dotato di visiera, diffusosi per la sua praticità, rispetto ai berretti in uso precedentemente, fra i principali eserciti nell'Ottocento e nel primo Novecento. È stato progressivamente soppiantato dal berretto piatto o rigido e dal basco.

## Storia
Il primo modello di chepì è quello dell'esercito imperiale austriaco, il termine, difatti, è la francesizzazione del tedesco kappi, utilizzato come berretto di guarnigione dalle truppe di cavalleria di quello Stato in sostituzione dello sciaccò, più elaborato, voluminoso e costoso, che veniva portato nelle cerimonie, in parata o nelle occasioni di servizio ove era richiesta l'uniforme completa.
Il successo del modello derivò dal fatto che, come adesso, la moda militare tende a imitare le fogge degli eserciti di maggior influenza e successo. Le armate austriache, per numero e tenacia in combattimento, avevano rappresentato la spina dorsale e il nerbo della coalizione antifrancese e lo stile del vestiario asburgico fu imitato e copiato dai numerosi governi della restaurazione appoggiati o sostenuti dall'Austria.
L'affermazione definitiva di questo copricapo coincise, tuttavia, con la sua adozione da parte dell'esercito francese, che risale alle prime campagne coloniali in Algeria quando, per esigenze climatiche, dovette essere adottata una uniforme più semplice e pratica.
Il prestigio militare francese, per nulla compromesso dalle sconfitte napoleoniche, fece sì che la foggia delle sue uniformi fosse prontamente imitata da alcuni degli eserciti del tempo, Il kepi, nel modello francese, si diffuse nell'esercito zarista della Russia, e da questa nei paesi slavi dei Balcani, nell'esercito degli Stati Uniti d'America, in Spagna, negli Stati italiani, soprattutto il regno Borbonico e quello Sabaudo.
Si diffuse, inoltre, fra tutte le milizie rivoluzionarie dell'Ottocento, che, in un certo senso richiamandosi ai valori della Rivoluzione francese, volevano utilizzare un indumento emblematico, di matrice francese, in contrapposizione con le forze reazionarie, che in combattimento portavano ancora gli alti sciaccò. Nella seconda metà dell'Ottocento fu adottato anche dal Giappone, sotto l'influsso delle uniformi americane.
Progressivamente il chepì iniziò a essere soppiantato dai primi berretti piatti o rigidi, la cui diffusione si può far risalire alla Prussia, parallelamente al diffondersi della fama militare di quel Paese.
La Russia lo sostituì nell'ultimo ventennio dell'Ottocento, estendendo il berretto piatto, anche nel modello senza visiera, a tutte le sue truppe, nell'ambito della slavizzazione dell'aspetto esteriore dei suoi militari.
Altri Paesi adottarono dei copricapi intermedi fra il kepì e l'odierno berretto piatto, come gli Stati Uniti o il Giappone, passando, nei primi anni del Novecento, al nuovo modello.
La prima guerra mondiale segnò la fine della grande diffusione del kepì, coincidente con la progressiva marginalizzazione della Francia dal ruolo di potenza mondiale.
Nel primo dopoguerra quasi tutti i paesi passarono ai berretti piatti, spesso richiamandosi alle fogge in uso in Germania.
Ai nostri giorni lo adottano solo la Città del Vaticano per la Gendarmeria, nell'uniforme ordinaria, la Svizzera, e la Francia per l'Esercito di terra e la Gendarmerie nationale il kepi, almeno nelle uniformi da cerimonia e ordinarie, e prevalentemente per motivi tradizionali, tuttavia la seconda lo prevede solo in caso di emergenza; la Legione straniera francese utilizza il tradizionale kepì bianco.
Il chepì in Italia ebbe larga diffusione sino al 1933, quando fu sostituito dal berretto piatto con visiera, denominato burocraticamente "berretto rigido", nell'ambito della riforma delle uniformi militari del generale Baistrocchi, che introdusse fogge più moderne e confortevoli, fra cui la giubba aperta con cravatta. La riforma intervenne provvidenzialmente in quanto il primo modello di kepì, sobrio e pratico, era stato progressivamente alterato da esemplari cosiddetti fuori ordinanza, sempre più teatrali e spropositati, con visiere enormi, pronunciata forma a tronco di cono rovesciato, con la parte superiore più ampia dell'inferiore e dimensioni doppie rispetto ai primi modelli (una degenerazione analoga si sta avendo in Russia, dove i berretti militari hanno raggiunto delle dimensioni ridicole, paragonabili a quelle di piccoli ombrelli, cd. a fungo). Questo berretto, tuttavia, rimane in uso, in foggia più o meno simile al modello adottato nel periodo umbertino, nelle uniformi storiche di alcune accademie e scuole militari, o di polizia. Un'eccezione è costituita dal Reggimento Artiglieria a Cavallo "Voloire" che, unico esempio nazionale, conserva anche nell'uniforme ordinaria il caratteristico kepì, che viene guarnito con criniera di crine nero (bianco per i trombettieri) per i servizi armati e a cavallo ("kepì armato").